# Marios Christodulu
Marios Christodulu (gr. Μάριος Χριστοδούλου, ur. 4 lipca 1974 w Atenach) – cypryjski piłkarz występujący na pozycji pomocnika.

## Kariera klubowa
Christodulu karierę rozpoczynał w 1990 roku w zespole AEL Limassol. Jego barwy reprezentował przez pięć lat. W 1995 roku odszedł do greckiego Iraklisu Saloniki z Alpha Ethniki. Przez cztery lata w jego barwach rozegrał 102 spotkania i zdobył 10 bramek. W 1999 roku odszedł do Arisu Saloniki, także grającego w Alpha Ethniki. Tam z kolei spędził trzy lata.
W 2002 roku Christodulu wrócił do AEL-u Limassol. Na początku 2004 roku ponownie trafił do Grecji, tym razem zostając graczem pierwszoligowego klubu APO Akratitos. W tym samym roku spadł z nim do Beta Ethniki. Wówczas odszedł do cypryjskiej drużyny Nea Salamina Famagusta. Występował tam przez trzy lata. Następnie grał w zespołach APOP Kinyras Peyias oraz APEP Pitsilia. W 2008 roku zakończył karierę.

## Kariera reprezentacyjna
W reprezentacji Cypru Christodulu zadebiutował 15 lutego 1995 roku w wygranym 3:1 towarzyskim meczu z Estonią. 10 lutego 1999 roku w wygranym 4:0 pojedynku eliminacji Mistrzostw Europy 2000 z San Marino strzelił pierwszego gola w kadrze. W latach 1995–2003 w drużynie narodowej rozegrał 36 spotkań i zdobył 3 bramki.